# Mike Dodd
Pour les articles homonymes, voir Dodd.
Mike Dodd, né le 20 août 1957 à Manhattan Beach (Californie), est un joueur de beach-volley américain.

## Palmarès
- Jeux olympiques
  -  Médaille d'argent en 1996 à Atlanta avec Mike Whitmarsh